# Ian Hunter (supervisor de efectos visuales)
Ian Hunter es un artista de efectos visuales.

## Trayectoria
Ganó el Óscar a los mejores efectos visuales por la película dirigida por Christopher Nolan, Interestelar en la edición 87 de los Premios Óscar en 2015. Ganó su segundo Óscar a los mejores efectos visuales por la película First Man dirigida por Damien Chazelle en la edición 91 de los Premios Óscar en 2019.

## Premios y distinciones
Premios Óscar
| Año  | Categoría                | Trabajo nominado | Resultado |
| ---- | ------------------------ | ---------------- | --------- |
| 2019 | Mejores efectos visuales | First Man        | Ganador   |